# Аграво
Аграво или Обжалване аграво (на португалски: Agravo, Recurso de Agravo) в бразилското процесуално право е процедурен инструмент за обжалване пред по-висша съдебна инстанция на съдебни определения или разпореждания, произнесени от съдия на първа инстанция в хода на дадено съдебно производство, с които съдебният спор не се решава по същество. Агравото е инструмент за обжалване на предварителни съдебни постановления и определения в Бразилия, докато окончателните съдебни решения по делата са обект на обжалване чрез други процедурни инструменти.
Агравото е процесуален съдебен инструмент, с който най-често се обжалват съдебни разпореждания и определения, касаещи частни или процедурни въпроси, възникващи в хода на съдебните дела, които се разглеждат пред по-ниска съдебна инстанция. Така например, чрез аграво се обжалват съдебни заповеди или постановления, чрез които съдия по дадено дело отказва представяне на дадено доказателство, изслушване на свидетел и т.н. Единственият начин за обжалване на този вид съдебни актове е чрез аграво. Срокът, в който страна по дадено дело може да обжалва неудовлетворяващо я съдебно разпореждане, произнесено в хода на делото ѝ, е десет дни от неговото произнасяне.

## Видове
Съдебниопроцесуалният кодекс на Бразилия, приет през 1973 г. и в сила до март 2015 г., разграничава два основни вида аграво – аграво де инструменто, аграво речидо. Новият Гражданскопроцесуален кодекс, който е приет през 2015 и влиза в сила през март 2016, регламентира и аграво интерно, който дотогава се провежда по правила, определени от вътрешните правилници на висшите съдилища.

### Аграво де инструменто
Аграво де инструменто (на португалски: Agravo de instrumeto) е вид аграво, което се провежда пред по-висша съдебна инстанция, докато делото пред първата инстанция, което агравото засяга, все още не е приключило. Поради това при този вид обжалване обжалващата страна може да оспори само съдебни актове, които първата съдебна инстанция е издала в хода на делото, като искът за това обжалване не се отправя по време на изслушванията по делото пред първата инстанция. Аграво де инструменто се използва за обжалване на съдебни заповеди и определения, които имат съществено значение за последиците, които обжалващата страна може да понесе от по-нататъшния ход на делото пред по-долната инстанция. Въпреки това аграво де инструменто не спира делото пред по-нисшата инстанция, което може да продължи успоредно с разглеждането на повдигнатото аграво де инструменто, освен ако апелативната инстанция прецени, че въпросът, който агравото засяга, е от първостепенно значение, и издаде заповед, която да спре по-нататъшния ход на делото пред първата инстанция до окончателното решение на агравото. Въпреки това аграво де инструменто често става причина за сериозни забавяния на делата пред първа инстанция, тъй като съдиите често изчакват произнасянето на по-висшата инстанция по повдигнатото агравото де инструменто, преди да продължат с по-нататъшното разглеждане на висящото пред тях дело. В този смисъл често пъти агравото се използва от страните в делата за неоснователно протакане и отлагане на окончателното решение по делото им във времето. За да ограничи тази порочна практика, новият Гражданскопроцесуален кодекс на Бразилия, приет през март 2015 и влизащ в сила през март 2016 г., предвижда глоби за страната, повдигнала такова обжалване, когато апелативната инстанция отхвърли неговата основателност и прецени, че целта му е да забави хода на делото пред първата инстанция.
Аграво де инструменто започва с писмена петиция, подадена от страна в делото и адресирана до по-висша съдебна инстанция, в чиято юрисдикция попада съдията, произнесъл обжалвания акт. В този случай страната жалбоподател, която се нарича аграванте, има задължението да представи в жалбата си фактите по делото и основанията, въз основа на които търси обжалване на съдебния акт. Тя трябва да предостави също така на апелативната инстанция цялата документация по делото, висящо пред първоинстанционния съд, както и да докаже, че всички съдебни такси са платени. Освен това аграванте трябва да предостави в срок от три дни копие на въззивната жалба на съдията, чието постановление се обжалва, за да може последният да отмени или промени обжалвания акт, ако намери за основателно. Ако по-ниската инстанция преразгледа обжалвания акт и го отмени, това автоматично слага край на цялата процедура пред апелативната инстанция.
Жалбата на аграванта, подадена до апелативната инстанция, се препраща на произволен принцип до съдия-докладчик, който е член на тази инстанция. На този етап на обжалването аграво де инструменто въпросният съдия-докладчик има задължението да анализира фактите в жалбата на аграванта и да се произнесе с решение по нейната допустимост. Апелативният съдия-докладчик може да се произнесе със следните решения:
- да отхвърли жалбата[4], било то като неоснователна или като противоречаща на предходни съдебни прецеденти[4];
- да прецени дали оспорваният от аграванта съдебен акт трябва да се обжалва чрез процедурата аграво де инструменто (която се използва за обжалване на решения от съществено значение за хода на делото пред първа инстанция) или да постанови обжалването да се трансформира в аграво речидо, ако тази процедура е по-подходяща за решаване на спора[4];
- дали на този етап на аграво де инстументо следва да издаде възпираща заповед до по-долната инстанция, чрез която на последната да бъде забранено да продължи хода на висящото пред нея дело, докато апелативната инстанция не се произнесе с окончателно решение по повдигнатото аграво де инструменто[4].

В края на този етап от аграво де инструменто апелативният съдия-докладчик отправя заповед до ответната страна по обжалването, наричана агравада, да предостави своето становище по въпроса, за да се даде ход на по-нататъшното разглеждане на обжалването.
При уважаване допустимостта на жалбата на аграванта, повдигнатото аграво де инстументо се разглежда на публично заседание на тричленен съдебен състав на апелативната инстанция, който включва съдия-докладчика и двама други апелативни съдии. При аграво де инструменто страните по делото и техните адвокати могат да присъстват на заседанието на тричленния апелативен състав, разглеждащ агравото, но не могат да правят изявления пред него. Това налага те да бъдат предварително уведомени за датата и часа, за които е предвидено заседанието на тричленния състав, който ще се произнесе по повдигнатото аграво де инстументо. Съобщението до страните по агравото трябва да бъде публикувано в Съдебен вестник минимум четиридесет и осем часа преди началото на заседанието, през което време обаче те имат право да отправят до състава писмено обръщение, излагащо накратко техните аргументи. Тричленният апелативен състав се произнася по обжалването с решение, взето с единодушие или с мнозинство, като има пълно право да преразгледа обжалваната заповед, като я отмени, промени или подкрепи. Окончателното решение, което тричленният апелативен състав взема по повдигнатото аграво де инструменто, се публикува в Съдебен вестник и има задължителен ефект спрямо страните по него.

### Аграво интерно
Аграво интерно е вид обжалване аграво, което се използва за обжалване на монократични съдебни решения на висша инстанция. В Бразилия монократични съдебни решения са всички решения, произнесени от един съдия, който може да е и член на по-голям съдебен състав от апелативна инстанция. Във висшите съдилища такива монократични решения се издават от съдиите-докладчици по дела, които се разглеждат от многочленен състав във висшите съдилища. Такива решения са, например, отказ на съдия-докладчик, с който се отхвърля като недопустима жалба срещу решение на по-долна инстанция. Подобен вид решения се обжалват чрез аграво интерно, адресирано до съда, на който е член съдията, произнесъл оспорвания акт. Обжалването на акта в случая се разглежда от многочленния състав на същия съд, който има право да преразгледа монократичното решение, като го измени, отмени или подкрепи. Процедурата не е законово регламентирана в Гражданскопроцесуалния кодекс, който е в сила до март 2016 г., и е обект на провеждане съгласно правила, определени във вътрешните правилници на отделните съдилища в страната. Законова регламентация това обжалване намира в чл. 1021 на новия Гражданскопроцесуален кодекс, влизащ в сила от март 2016

### Аграво речидо
До март 2016 г., когато влиза в сила новият Гражданскопроцесуалния кодекс на Бразилия, приет със Закон 13.105 от 16 март 2015), в бразилските съдилища се провежда и втори вид процедура за обжалване аграво, наречена аграво речидо (на португалски: Agravo retido). Този вид обжалване аграво също се е използвало за формално обжалване на съдебни актове на по-долни инстанции, които не решават делата по същество. Това, което е отличавало аграво речидо от аграво де инструменто, е етапът от делото пред първа инстанция, по време на който се иска и се разглежда обжалването. На първо място агравантът е имал право да поиска аграво речидо по време на изслушванията по делото си, като заявлението за това е ставало устно пред първоинстанционния съдия, без да е необходимо агравантът да подава писмена петици до апелативна инстанция, без да е задължен да представя документация по основното дело и без да е необходимо за целта да заплаща съдебни такси. На второ място, апелативната инстанция не е разглеждала по същество искането на аграванта преди окончателното приключване на основното дело от първата инстанция. В този случай обжалването се е разглеждало пред по-висшата инстанция само след като съдията, произнесъл оспорваното определение, се произнесе с окончателно решение по основното дело. Друго необходимо условие, за да се даде ход на тази процедура пред по-висша инстанция, освен наличие на окончателно решение на делото пред първа инстанция, е било и агравантът да е обжалвал и окончателното решение по делото си пред по-горна инстанция. Ако са били налице тези три хипотези, апелативната инстанция е разглеждала аграво речидо по същия начин, по който се разглежда и аграво де инструменто, но решението на апелативната инстанция по повдигнатото аграво речидо е имало характер на предварително определение по апелативното дело за обжалване на съдебното решение по основното дело, произнесено от първата инстанция.